# 小行星10740
小行星10740（10740 Fallersleben）是一颗绕太阳运转的小行星，为主小行星带小行星。该小行星于1988年9月8日发现。

## 轨道参数
小行星10740的轨道半长轴为2.6657768 UA，离心率为0.112。